# La Peyratte
La Peyratte és un municipi francès situat al departament de Deux-Sèvres i a la regió de la Nova Aquitània. L'any 2007 tenia 1.167 habitants.

## Demografia

### Població
El 2007 la població de fet de La Peyratte era de 1.167 persones. Hi havia 433 famílies de les quals 96 eren unipersonals (64 homes vivint sols i 32 dones vivint soles), 181 parelles sense fills, 132 parelles amb fills i 24 famílies monoparentals amb fills.
La població ha evolucionat segons el següent gràfic:
Habitants censats

### Habitatges
El 2007 hi havia 487 habitatges, 436 eren l'habitatge principal de la família, 30 eren segones residències i 21 estaven desocupats. 484 eren cases i 3 eren apartaments. Dels 436 habitatges principals, 325 estaven ocupats pels seus propietaris, 102 estaven llogats i ocupats pels llogaters i 8 estaven cedits a títol gratuït; 4 tenien una cambra, 10 en tenien dues, 61 en tenien tres, 129 en tenien quatre i 231 en tenien cinc o més. 330 habitatges disposaven pel capbaix d'una plaça de pàrquing. A 220 habitatges hi havia un automòbil i a 190 n'hi havia dos o més.

### Piràmide de població
La piràmide de població per edats i sexe el 2009 era:
| Homes | Edats   | Dones |
| ----- | ------- | ----- |
| 0     | 95 o +  | 4     |
| 12    | 90 a 94 | 20    |
| 16    | 85 a 89 | 24    |
| 8     | 80 a 84 | 16    |
| 8     | 75 a 79 | 20    |
| 40    | 70 a 74 | 36    |
| 28    | 65 a 69 | 24    |
| 24    | 60 a 64 | 20    |
| 16    | 55 a 59 | 20    |
| 40    | 50 a 54 | 32    |
| 68    | 45 a 49 | 24    |
| 44    | 40 a 44 | 56    |
| 32    | 35 a 39 | 28    |
| 32    | 30 a 34 | 24    |
| 40    | 25 a 29 | 36    |
| 28    | 20 a 24 | 28    |
| 48    | 15 a 19 | 36    |
| 44    | 10 a 14 | 32    |
| 16    | 5 a 9   | 8     |
| 16    | 0 a 4   | 20    |

## Economia
El 2007 la població en edat de treballar era de 714 persones, 515 eren actives i 199 eren inactives. De les 515 persones actives 489 estaven ocupades (276 homes i 213 dones) i 26 estaven aturades (12 homes i 14 dones). De les 199 persones inactives 59 estaven jubilades, 45 estaven estudiant i 95 estaven classificades com a «altres inactius».

### Ingressos
El 2009 a La Peyratte hi havia 446 unitats fiscals que integraven 1.092 persones, la mediana anual d'ingressos fiscals per persona era de 15.811 €.

### Activitats econòmiques
Dels 48 establiments que hi havia el 2007, 3 eren d'empreses extractives, 2 d'empreses alimentàries, 5 d'empreses de fabricació d'altres productes industrials, 5 d'empreses de construcció, 12 d'empreses de comerç i reparació d'automòbils, 3 d'empreses de transport, 3 d'empreses d'hostatgeria i restauració, 2 d'empreses financeres, 2 d'empreses immobiliàries, 4 d'empreses de serveis, 6 d'entitats de l'administració pública i 1 d'una empresa classificada com a «altres activitats de serveis».
Dels 11 establiments de servei als particulars que hi havia el 2009, 1 era una oficina de correu, 2 tallers de reparació d'automòbils i de material agrícola, 2 paletes, 1 guixaire pintor, 1 fusteria, 1 perruqueria, 2 restaurants i 1 agència immobiliària.
Dels 3 establiments comercials que hi havia el 2009, 1 era una botiga de més de 120 m², 1 una fleca i 1 un drogueria.
L'any 2000 a La Peyratte hi havia 74 explotacions agrícoles que ocupaven un total de 3.640 hectàrees.

## Equipaments sanitaris i escolars
L'únic equipament sanitari que hi havia el 2009 era una farmàcia.
El 2009 hi havia 1 escola maternal i 2 escoles elementals. La Peyratte disposava d'un col·legi d'educació secundària amb 45 alumnes.

## Poblacions més properes
El següent diagrama mostra les poblacions més properes.